# Nenad Bjeković (football, 1974)
Pour les articles homonymes, voir Nenad Bjeković et Bjeković.
Nenad Bjeković est un footballeur serbe né le 17 février 1974 à Belgrade (Serbie). Ce joueur a évolué comme attaquant au Partizan de Belgrade, à Marseille et Nantes. 1,87 m pour 83 kg.

## Ses clubs
- 1992-1995 : Partizan Belgrade  Serbie
- 1995-1996 : Olympique de Marseille  France
- 1996-1998 : FC Nantes  France
- 1997-1998 : LB Châteauroux  France (prêt)
- 1998-1999 : Partizan Belgrade  Serbie
- 1999-2000 : AEK Athènes  Grèce
- 2000-2001 : Partizan Belgrade  Serbie
- 2000-2001 : Fortuna Sittard  Pays-Bas
- 2001-2003 : KFC Lommel SK  Belgique

## Source
- Marc Barreaud, Dictionnaire des footballeurs étrangers du championnat professionnel français (1932-1997), L'Harmattan, 1997